# Cissus verticillata
Cissus verticillata är en vinväxtart som först beskrevs av Carl von Linné, och fick sitt nu gällande namn av D.H. Nicols. och William Robert Jarvis. Cissus verticillata ingår i släktet Cissus och familjen vinväxter.

## Underarter
Arten delas in i följande underarter:
- C. v. colombiana
- C. v. micrantha
- C. v. oblongo-lanceolata
- C. v. verticillata